# Overwinningsmedaille 1914 - 1918 (Brazilië)
De Overwinningsmedaille (Portugees: "Medalha da vitória"), indertijd ook wel "Intergeallieerde Medaille 1914-1918" of, vanwege de tekst die in veel geallieerde landen op de keerzijde verscheen "Medaille van de Oorlog voor de Beschaving" genoemd, is de Braziliaanse Intergeallieerde Medaille die na de overwinning in de Eerste Wereldoorlog aan veteranen werd uitgereikt. Omdat na de Tweede Wereldoorlog een tweede Braziliaanse overwinningsmedaille werd ingesteld wordt de overwinningsmedaille uit 1919 tegenwoordig de "Medalha da vitória 1914 - 1918" genoemd.
De medaille werd op 22 juni 1923 door President Arthur da Silva Bernardes ingesteld in Decreet No. 16.074. De medaille werd uitgereikt aan ongeveer 2 500 militairen.
Het decreet noemt met name militairen in actieve dienst die naar Europa werden uitgezonden, Brazilianen die vochten in geallieerde legers, artsen en verplegend personeel in veldhospitalen, vliegeniers die in Engeland werden opgeleid en opvarenden van een eskader oorlogsschepen. Zij moesten drie maanden hebben gediend of werkelijk hebben gevlogen op een patrouille. De toekenning geschiedde soms jaren na afloop van de oorlog. Een marine-officier, Kapitein ter Zee IIe Klasse Francisco Magno Barroso kreeg de medaille met een diploma dat op 4 april 1934 was gedateerd. 
Wie het Braziliaanse Campagnekruis 1914 - 1919 droeg had ook recht op deze medaille.  
Op het revers van kostuums werd ook een kleine knoopsgatversiering in de kleuren van het lint gedragen. Op rokkostuums droeg men een miniatuur, een verkleinde versie van de medaille aan een klein lint of een kleine ketting. Op uniformen werd een baton gedragen.

## De Braziliaanse medaille
De ronde bronzen medaille werd door Jorge Soubre (1890-1934) ontworpen. Op de met JS gesigneerde voorzijde is binnen een lauwerkrans een gevleugelde Godin van de Overwinning afgebeeld. Zij houdt een palmtak in de linkerhand. In de rechterhand houdt zij een lauwerkrans. Op de achtergrond zijn zonnestralen afgebeeld.
Op de keerzijde staat binnen een lauwerkrans het rondschrift "GRANDE GUERRA PERA  CIVILISAÇÂO" met in het midden het door de wapens van tien geallieerden omringde wapen van Brazilië. Bovenaan staat het wapen van het Verenigd Koninkrijk, dan met de klok mee die van Frankrijk, Verenigde Staten, Servië, Montenegro, Portugal, Italië, België, Japan en keizerlijk Rusland.
Er zijn twee fabrikanten bekend; de Munt in Rio de Janeiro en Joalheria La Royale. De medaille wordt fel begeerd door verzamelaars en is dan ook vrij kostbaar. In 2013 kostte een medaille rond de $3000. Er zijn dan ook kopieën en vervalsingen in omloop. Over het bestaan van meerdere typen waarbij de ophanging aan het lint verschillend is wordt veel gespeculeerd. 
De medaille werd aan een lint in de kleuren van de regenboog op de linkerborst gedragen. 